# Psylla infesta
Psylla infesta är en insektsart som beskrevs av Yang 1984. Psylla infesta ingår i släktet Psylla och familjen rundbladloppor. Inga underarter finns listade i Catalogue of Life.